# Cirrhibarbis capensis
Cirrhibarbis capensis är en fiskart som beskrevs av Valenciennes, 1836. Cirrhibarbis capensis ingår i släktet Cirrhibarbis och familjen Clinidae. Inga underarter finns listade i Catalogue of Life.